# Topsy Falls
Die Topsy Falls sind ein Wasserfall im Mount-Aspiring-Nationalpark in der Region West Coast auf der Südinsel Neuseelands. Er liegt im Lauf des Robinson Creek, der unmittelbar hinter dem Wasserfall in südöstlicher Fließrichtung am New Zealand State Highway 6 in den Haast River mündet. Seine Fallhöhe beträgt 37 Meter. Die Fantail Falls liegen wenige hundert Meter nordöstlich von ihm in einem weiteren Zulauf des Haast River.